# Javorina (Mała Fatra)
Javorina (1140 m n.p.m.) – połogi odcinek grzbietu w masywie Suchego w tzw. Krywańskiej części Małej Fatry, w Karpatach Zachodnich na Słowacji.

## Położenie
Nazwą tą obejmuje się prawie zupełnie połogi odcinek grzbietu, opadającego ze szczytu Suchego w kierunku północno-zachodnim przez Kopę (1140 m n.p.m.) na Jedľovinę (1035 m n.p.m.). Na południowo-zachodnim stoku tego grzbietu, mniej więcej w miejscu, w którym na zachód odgałęzia się od niego nieco niższy, dość równy grzbiet ze szczytem Plešel (981 m n.p.m.), na wysokości ok. 1075 m n.p.m. stoi schronisko pod Suchým.
Javorina znajduje się w granicach Parku Narodowego Mała Fatra.

## Charakterystyka
Omawiany odcinek grzbietu, długości ok. 400 m, leży na wysokości 1130–1140 m n.p.m. Grzbiet w większości zalesiony, jedynie na południowo-wschodnim, najwyższym fragmencie niewielka polanka, na której stoi drogowskaz turystyczny. Od polanki w dół do schroniska opada wąska przecinka, na której zimą funkcjonuje niewielki wyciąg narciarski.

## Turystyka
Ze schroniska wspomnianą przecinką na Javorinę, a następnie przez Príslop pod Suchým na Suchý biegnie czerwono  znakowany szlak turystyczny, będący fragmentem głównej grzbietowej magistrali turystycznej Małej Fatry. Kończą się tu również zielone  znaki szlaku z Varína przez Sedlo Brestov.